# Muslim Tulszajew
Muslim Tulszajew (ur. 15 kwietnia 1994 w Urus-Martan) – niemiecki zawodnik mieszanych sztuk walki (MMA) pochodzenia czeczeńskiego. Zwycięzca turnieju Forca MMA w wadze lekkiej. Aktualnie związany z organizacją KSW, w której zajmuje 3 miejsce w oficjalnym rankingu wagi półśredniej. Wcześniej walczył także dla PLMMA oraz Ares FC.

## Osiągnięcia

### Mieszane sztuki walki
- Forca MMA
  - 2012: Zwycięzca turnieju Forca MMA w wadze lekkiej
- Konfrontacja Sztuk Walki
  - Bonus za walkę wieczoru (raz) vs. Konrad Rusiński (2024)[3]
  - Bonus za nokaut wieczoru (raz) vs. Daniel Skibiński (2025)[4]
  - Bonus za występ wieczoru (raz) vs. Marcin Krakowiak (2024)[5]

## Lista walk w MMA
| Wynik     | Bilans | Przeciwnik (bilans przed walką) | Rozstrzygnięcie                             | Runda | Czas | Rozgrywki                              | Data       | Miejsce        | Uwagi |
| --------- | ------ | ------------------------------- | ------------------------------------------- | ----- | ---- | -------------------------------------- | ---------- | -------------- | --- |
|           |        | Andrzej Grzebyk (22-7)          |                                             |       |      | XTB KSW 110: Grzebyk vs. Tulshaev      | 20.09.2025 | Rzeszów        | Limit umowny -79,8 kg. Main Event |
| Wygrana   | 13-3   | Daniel Skibiński (22-9)         | KO (lewy cios młotkowy)                     | 2     | 1:41 | XTB KSW 102: Przybysz vs. Azevedo      | 25.01.2025 | Radom          | Bonus za nokaut wieczoru. |
| Wygrana   | 12-3   | Marcin Krakowiak (13-4)         | TKO (przerwanie przez lekarza)              | 2     | 2:14 | KSW 97: Bajor vs. Scheffel             | 24.08.2024 | Tarnów         | Bonus za występ wieczoru. |
| Wygrana   | 11-3   | Konrad Rusiński (6-1)           | KO (soccer kick)                            | 3     | 0:35 | XTB KSW Epic: Khalidov vs. Adamek      | 24.02.2024 | Gliwice        | Debiut w KSW. Specjalne zasady: dozwolone łokcie, soccer kicki, stompy i kolana w parterze. Limit umowny -82 kg. Bonus za walkę wieczoru. |
| Przegrana | 10-3   | Leonardo Damiani (10-4-1)       | Decyzja (jednogłośna)                       | 3     | 5:00 | Ares FC 6: Damiani vs. Tulshaev        | 20.05.2022 | Paryż          | Main Event |
| Wygrana   | 10-2   | Juan Manuel Suarez (25-9)       | KO (lewy hak)                               | 1     | 0:56 | Ares FC 3: Abdouraguimov vs. Godofredo | 03.02.2022 | Paryż          | Debiut w Ares FC. Powrót do wagi półśredniej.                                                                                             |
| Wygrana   | 9-2    | Enrico Muchorowski (2-0)        | Decyzja (jednogłośna)                       | 2     | 5:00 | We Love MMA 51                         | 14.12.2019 | Berlin         | Debiut w wadze średniej. |
| Wygrana   | 8-2    | Radosław Domański (2-0)         | Poddanie (duszenie gilotynowe)              | 1     | 2:57 | Forca 2                                | 14.12.2012 | Radom          | Zwyciężył turniej Forca MMA w wadze lekkiej.                                                                                              |
| Wygrana   | 7-2    | Marcin Gałązka (1-0)            | Poddanie (dźwignia prosta na staw łokciowy) | 1     | 0:43 | Forca 2                                | 14.12.2012 | Radom          | Półfinał turnieju Forca MMA w wadze lekkiej.                                                                                              |
| Wygrana   | 6-2    | Jakub Stefaniak (0-0)           | Poddanie (dźwignia prosta na staw łokciowy) | 1     | 1:44 | Forca 2                                | 14.12.2012 | Radom          | Ćwierćfinał turnieju Forca MMA w wadze lekkiej.                                                                                           |
| Przegrana | 5-2    | Rafał Rynkowski (3-2)           | KO (prawy prosty)                           | 2     | 0:56 | 3F: Suwałki Fight Night                | 23.11.2012 | Suwałki        | Limit umowny -67 kg. |
| Wygrana   | 5-1    | Piotr Niedzielko (3-4-1)        | Decyzja (jednogłośna)                       | 3     | 4:00 | PLMMA 7 / MMA Cup 3                    | 20.10.2012 | Białystok      | Powrót do wagi lekkiej. |
| Wygrana   | 4-1    | Mariusz Teodorowicz (0-0)       | Decyzja (jednogłośna)                       | 3     | 4:00 | PLMMA 5                                | 21.09.2012 | Bielsko-Biała  | Powrót do wagi piórkowej. |
| Wygrana   | 3-1    | Michał Bartoszewicz (0-0)       | TKO (ciosy pięściami)                       | 2     | 3:06 | PLMMA 3                                | 18.08.2012 | Biała Podlaska | Debiut w wadze lekkiej. |
| Przegrana | 2-1    | Rafał Rynkowski (1-1)           | Decyzja (jednogłośna)                       | 3     | 3:00 | MMA Coloseum 8: Kings of Night         | 14.07.2012 | Szczytno       | Debiut w wadze piórkowej. |
| Wygrana   | 2-0    | Ibrahim Barkinojew (0-0)        | Poddanie (dźwignia prosta na staw łokciowy) | 1     | 4:36 | PLMMA 1                                | 28.04.2012 | Czaplinek      | Debiut w PLMMA. Debiut w wadze półśredniej.                                                                                               |
| Wygrana   | 1-0    | Aleksander Krawiecki (0-0)      | Poddanie (dźwignia prosta na staw łokciowy) | 1     | 2:54 | TNT Fight                              | 31.03.2012 | Wołomin        | Limit umowny -63 kg. |